# سامسونج جالكسي إس 20
سامسونج جالكسي إس 20 عبارة عن هاتف ذكي تم تصميمه وتطويره وتسويقه وتصنيعه بواسطة إلكترونيات سامسونج كجزء من سلسلة سامسونج جالكسي إس. يعمل كخليفة لجهاز سامسونج جالكسي إس 10 وتم الكشف عنه في حدث Samsung Unpacked من سامسونج في 11 فبراير 2020. تتضمن الترقيات على الموديل السابق، بالإضافة إلى المواصفات المحسّنة، شاشة بعرض بمعدل تحديث 120 هرتز ونظام كاميرا محسّن يدعم تسجيل فيديو بدقة 8K وزوم فائق الدقة يتراوح من 30 إلى 100x، وفقًا للطراز. يشتمل الطرازان اس 20 واس 20 بلس على شاشة مقاس 6.2 بوصة وشاشة بحجم 6.7 بوصة، على التوالي، بينما يتميز الطراز اس 20 الترا بشاشة مقاس 6.9 بوصة. يأتي جالكسي اس 20 الترا مزودا بكاميرا خلفية بدقة 108 ميجابكسل تدعم ميزة التقريب حتى 100 مرة، كما يعمل بأقوى معالجات كوالكوم لعام 2020 مع دعم شبكات الجيل الخامس 5جي.
أصبح الهاتف متاحًا في الولايات المتحدة في 6 مارس  وأوروبا في 13 مارس. يتوفر جالاكسي اس 20 الترا للشراء خلال فبراير 2020، وذلك بسعر يبدأ من 1399 دولار أمريكي، وذلك للإصدار بمساحة تخزينية 128 جيجابايت ورام بسعة 12 جيجابايت مع دعم شبكات الجيل الخامس 5G.

## خصائص هاتف اس 20[8]
- الوزن: 163 غرام
- الأبعاد: 151.7 x 69.1 x 7.9mm
- نظام التشغيل: أندرويد 10
- مساحة الشاشة: 6.2 إنشات
- دقة الصورة: QHD+ 563ppi
- معدل التحديث: 120 هرتز
- ذاكرة الوصول العشوائي: 8ج.ب/12ج.ب
- التخزين: 128ج.ب + مايكرو إس دي
- البطارية: 4,500 مللي امبير
- الكاميرا الخلفية: 12MP + 12MP + 64MP
- الكاميرا الأمامية: 10MP